# Cornelia Brierly
Cornelia Brierly (* 12. April 1913 im Mifflin County, Pennsylvania, USA; † 24. August 2012 in Scottsdale) war eine amerikanische Architektin. Sie war 1934 die erste weibliche Stipendiatin von Frank Lloyd Wright in Taliesin.

## Leben und Werk

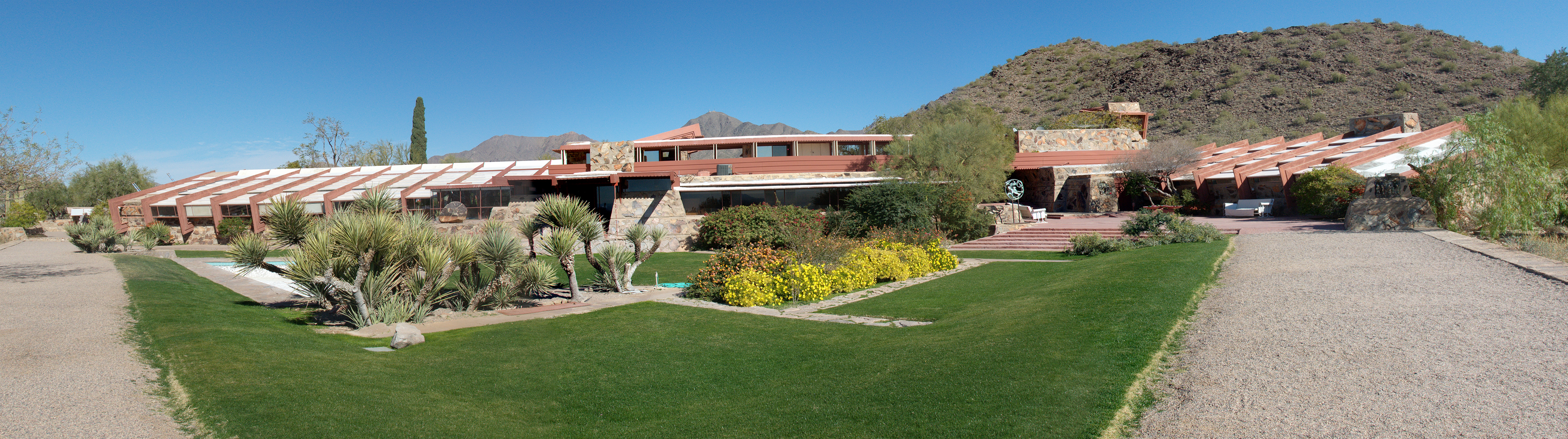
Taliesin West, Panoramaaufnahme vom Vorgarten, 2010

Brierly studierte an der Cornell University, der University of Pittsburgh und der Carnegie Tech (heute  Carnegie Mellon University). Dort gehörte sie zu einer Gruppe von fünf Frauen, die als erste an der Schule Architektur studierten.

## Taliesin Fellowship und Aufbau von Taliesin West
Nachdem sie eine Biographie von Frank Lloyd Wright gelesen hatte, bewarb sie sich bei ihm für sein neues Stipendium für angehende Architekten in Taliesin und wurde 1934 eine von Wrights ersten Fellows. Sie kam im Winter 1934 nach Arizona, als Fallingwater und die großen Projekte der 1930er Jahre entworfen und gebaut wurden. Sie begleitete Wright in das Fayette County (Pennsylvania), als er das Land besichtigte, auf dem Edgar J. Kaufmann ihn beauftragt hatte, ein Sommerhaus zu entwerfen, das zu Fallingwater wurde, dem bekanntesten Werk des Architekten. Sie baute Modelle für Wrights visionärer Idee einer dezentralisierten Stadt, die er Broadacre City nannte. Sie arbeitete an den Modellen und reiste später nach Pittsburgh und Washington, D.C., um sie der Öffentlichkeit zu präsentieren.
1937 zogen Wright’s Fellows, darunter Brierly, in die Wüste von Arizona, um mit der Arbeit an Taliesin West zu beginnen. Brierly lebte zusammen mit ihren Kollegen in Zelten in der Nähe von Scottsdale, während sie gemeinsam daran arbeiteten, den Campus von Taliesin West zu entwerfen, zu bauen und fertigzustellen. In Taliesin traf sie 1938 Peter Berndtson, der am MIT Architektur studiert hatte und als Maler und Bühnenbildner in New York City gearbeitet und später in einem dortigen Architekturbüro in die Lehre gegangen war. Sie heiratete ihn 1939 und in dem gleichen Jahr entwarf sie für ihre Tanten Hulda und Louise Notz in West Mifflin außerhalb von Pittsburgh das erste usonianische Haus im Südwesten Pennsylvanias. Im Frühjahr 1940 kampierte das Paar in einem Zelt in West Mifflin, um den Bau des ersten Usonia-Hauses zu beaufsichtigen. Wright, der ihr bei den Plänen half, hatte bereits 1937 ein ähnliches Haus für eine Familie in Wisconsin geschaffen. Er verwendete den Begriff „Usonia“ (abgeleitet von „United States“), um sein Konzept für bescheidene Behausungen zu beschreiben. Usonische Häuser hatten Flachdächer, einen Carport,  Einbaumöbel und -beleuchtung sowie Naturholz an den Wänden.

## Architekturbüro mit Peter Berndtson
1946 zog Brierly mit ihrem Mann und ihren beiden Töchtern ins Westmoreland County und gründete mit ihrem Mann ihr Architekturbüro. Sie entwarfen über ein Jahrzehnt lang gemeinsam Gebäude, die sich an Wrights Architekturtheorien hielten, die von organischen Formen abgeleitet waren.  Beginnend mit dem Haus Notz von 1939 und unter Berücksichtigung ihrer elfjährigen gemeinsamen Praxis zwischen 1958 und 1972 sind fast 90 Entwürfe dokumentiert. Die meisten sind Wohngebäude und befinden sich hauptsächlich im Allegheny County und Westmoreland County.
Brierly ließ sich 1957 scheiden und kehrte als Innenarchitektin und Landschaftsarchitektin bei Taliesin Architects und Dozentin an der Frank Lloyd Wright School of Architecture nach Taliesin zurück. Ihr ehemaliger Ehemann zog nach Pittsburgh und gründete ein Büro in East Liberty, wo er bis zu seinem Tod 1972 praktizierte.
Brierly war auch Treuhänderin und später Vorstandsvorsitzende der FLLW Foundation, die die Architekturschule und Wrights historische Anwesen verwaltete.
Brierly starb 2012 im Alter von 99 Jahren.
Die School of Architecture at Taliesin (SoAT) hieß  Frank Lloyd Wright School of Architecture, bis sie 2017 ihren aktuellen Namen im Rahmen einer formellen Trennung von der Frank Lloyd Wright Foundation annahm, die es der Schule ermöglichte, ihre Akkreditierung beizubehalten. Die beiden von der Schule genutzten Stätten wurden zusammen mit sechs anderen von Wright entworfenen Bauwerken in die Liste des UNESCO-Weltkulturerbes aufgenommen. Die School of Architecture at Taliesin, die Standorte in Scottsdale, Arizona und Spring Green, Wisconsin unterhielt, wurde 2020 nach 88-jähriger Tätigkeit als Institution, die mit der Fortführung des intellektuellen Designerbes des amerikanischen Architekten Frank Lloyd Wright beauftragt ist, geschlossen. Während ihres 88-jährigen Bestehens haben dort über 1.200 Schüler ihren Abschluss gemacht. Das Taliesin Architects Archives in Taliesin West beherbergt viele Informationen über jeden Schüler und alle Zeichnungen, die während der Mitgliedschaft angefertigt wurden. Dieses Archiv besitzt auch alle Zeichnungen der Landschaftsgestaltung, Innenräume und Gebäude, die Brierly für die Firma entworfen hat.

## Projekte (Auswahl)
- Modelle für das Broadacre City Projekt
- Taliesin West (Beteiligung) Scottsdale, Arizona
- 1940: Hulda and Louise Notz House, West Mifflin
- 1947: Arthur Jeffrey House (mit Peter Berndtson), Allison Park, Pennsylvania
- 1948: Edward Weinberger House (mit Peter Berndtson), Squirrel Hill, Pennsylvania
- 1950: Joseph Katz/McComb House (mit Peter Berndtson), West Mifflin, Pennsylvania
- 1951: Abraam Steinberg House (mit Peter Berndtson), Squirrel Hill
- 1952: F. Esther Fineman House (mit Peter Berndtson), Stanton Heights, Pennsylvania
- 1953: George Brayman House (mit Peter Berndtson), Ben Avon Heights, Pennsylvania
- 1954: Saul Lipkind House (mit Peter Berndtson), Swisshelm Park (Pittsburgh), Pennsylvania
- um 1972: Pearl Palace (Shams-Palace) (Innenarchitektur und Möbel mit John deKoven Hill), Mehrshahr, Alborz (Provinz), der für die ältere Schwester von Mohammad Reza Pahlavi, Prinzessin Shams Pahlavi entworfen wurde[8]

## Auszeichnungen
- Interior Plantscape Association
- Philanthropy Leadership Award
- Wright Spirit Award[9]

## Veröffentlichungen
- Tales of Taliesin: A Memoir of Fellowship. Pomegranate Europe Ltd, 2000, ISBN 978-0764913358.
- Notz House: A Shelter of Warmth and Rest. Pittsburgh Tribune Review Focus 24:32, 13. Juni 1999.